# Gruppo artiglieria da montagna "Bergamo"
Il Gruppo artiglieria da montagna "Bergamo" è stata un'unità del Regio Esercito e poi dell'Esercito Italiano; di stanza dal secondo dopoguerra a Silandro, dipendente dalla Brigata Alpina Orobica e successivamente dalla Brigata alpina "Tridentina", attivo dal 1910 e sciolto nel 2001.

## Storia
Il G.A.M. "Bergamo" nasce nel 1910 con le batterie 31ª, 32ª e 33, alle dipendenze del 2º Reggimento artiglieria da montagna il cui comando è nella città di Vicenza.
Nel 1914-1915 passa alle dipendenze del 3º Reggimento artiglieria da montagna con sede a Bergamo.

### Nella prima guerra mondiale
Con gli obici 65/17 Mod. 1908/1913 in dotazione dal 1913, durante la prima guerra mondiale nell'estate 1915, il gruppo opera nella conca di Plezzo contro la testa di ponte di Tolmino.
Dopo aver combattuto nel 1916 sul Monte Nero (Alpi Giulie), nel 1917 le batterie vengono decentrate: la 31ª con il 27º gruppo artiglieria da montagna; la 32ª con la 58ª Divisione; il comando del gruppo con la 43ª Divisione.
Nel gennaio 1918, la 31ª batteria, inquadrata nel 30º gruppo artiglieria da montagna, partecipa alla conquista del Cornone e del Sassogrosso. Alla fine del 1918, la 33ª batteria viene inviata in Libia con la 81ª Divisione.
Nel dopoguerra nel 1920 il gruppo "Bergamo" ritorna a far parte del 3º Reggimento artiglieria da montagna e gli obici 65/17 Mod. 1908/1913 vengono sostituiti dagli Škoda 7,5 cm Vz. 1915 preda bellica, più sinteticamente noto come 75/13.
Nel 1926 il "Bergamo" torna a far parte del 2º Reggimento artiglieria da montagna insieme ai gruppi "Vicenza" e "Belluno"; il 2º Reggimento, nel 1937, viene trasferito a Merano.

### Nella seconda guerra mondiale
Nel corso del secondo conflitto mondiale l'Artiglieria da Montagna viene ribattezzata Artiglieria Alpina, a rimarcare l'appartenenza al Corpo e la simbiosi coi reparti fucilieri del medesimo, Durante la campagna sul fronte occidentale, la 31^ batterie interviene nel settore Baltea-Orco-Stura di Lanzo.
Dopo l'armistizio con la Francia, a seguito del trasferimento della Divisione alpina "Tridentina" in Trentino, il gruppo "Bergamo" si disloca dapprima in Val di Non e successivamente in Val Badia. Poi, dopo la dichiarazione di guerra alla Grecia, tra la fine del mese di ottobre ed i primi del mese di novembre 1940, il gruppo raggiunge con il resto della Divisione l'Albania.
Il 7 dicembre 1940 avviene l'azione di preparazione all'attacco del battaglione alpini "Tirano" contro l'abitato di Dushar. l'11 dicembre, la 33ª batteria agevola l'azione di riconquista del Varr i Lamit da parte della 52ª compagnia dell'Edolo.
Alla fine del giugno 1941, il "Bergamo" rientra in Italia con la Divisione alpina "Tridentina" di cui fa parte ed un anno dopo, alla fine di luglio del 1942, il gruppo parte alla volta del fronte russo.
Le sue tappe sono le stesse dei battaglioni del 5º Reggimento alpini: Don, Scheljakino, Nikitowka, Arnautowo, dove la 33ª batteria si batte con estremo valore al fianco del Battaglione alpini "Morbegno" e del Battaglione alpini "Val Chiese", Nikolajewka, dove la 31ª batteria riesce a trainare l'ultimo pezzo di artiglieria rimasto con alcuni proiettili e dove gli artiglieri da montagna, finite le munizioni, combattono fianco a fianco con gli alpini a colpi di moschetto 91 e bombe a mano, riuscendo ad aprirsi la strada verso le linee amiche. La 32ª batteria, sotto il ferreo comando del capitano Gallarotti (in seguito generale e comandante della SMALP) che non deroga in nessun momento ai ritmi e ai momenti fondamentali della vita quotidiana di un reparto (dall'alzabandiera al contrappello serale) è quella che riesce a portare fuori dalla sacca il maggior numero dei suoi obici e del personale.
Al rientro in Italia, dopo l'8 settembre 1943 in Alto Adige, il gruppo "Bergamo" cessa di esistere e si ricostituisce nella primavera del 1948 con la denominazione di Gruppo Artiglieria da Montagna "Bergamo" articolato su un Reparto Comando e le consuete 31ª, 32ª e 33ª batteria, tutte ancora armate con l'obice Škoda 7,5 cm Vz. 1915.

### Secondo dopoguerra
Ricostituito a Bolzano (Caserma Minione) il 1 aprile 1948, da progressivamente vita alle batterie già del 2º rgt. a mon. e, il 1º maggio 1951, con la rinascita della Brigata alpina "Tridentina", il Gruppo "Bergamo" ne torna a far parte. Nel 1952 cambia il proprio nome in "Vicenza" e cede la 32ª batteria per il ricostituendo Gruppo artiglieria da montagna "Bergamo" che, nel gennaio 1953, si trasferisce a Merano per dar vita al 5º Reggimento artiglieria da montagna coi Gruppi "Sondrio" e "Vestone" ed un Gruppo di artiglieria contraerea leggera (perso di forza il 15 luglio 1957), inquadrato nella Brigata alpina "Orobica".
Mentre il Comando di Reggimento e il Gruppo Vestone restano a Merano il 1º luglio 1953 la 32ª batteria del Bergamo e il Gruppo Sondrio si trasferiscono a Silandro nella caserma "Druso Claudio Nerone" (risalente al 1936 e conservante alcune tracce dell'occupazione nazista dopo l'8 settembre). Il Gruppo si ricompleta a Silandro nel 1954, costituito da una Batteria Comando e Servizi e 3 batterie obici, 31^, 32^, 33^. La 33^ per qualche tempo è batteria mortai da 120 ed è alloggiata con le sue salmerie nell'altra caserma posta a Sud del paese.
Nel 1975, a seguito della ristrutturazione dell'Esercito caratterizzata dallo scioglimento dei Reggimenti, il "Vestone" viene sciolto, il "Sondrio" viene dotato di obici da 155/39 e, necessitando di nuovi spazi per gli stessi, abbandona l'ala Est della Druso trasferendosi a Vipiteno alla Caserma De Caroli (fino allo scioglimento del 1992) mentre il "Bergamo", su obici OTO-Melara da 105/14 riceve in eredità la Bandiera del 5º Reggimento Artiglieria da Montagna e diviene Corpo autonomo sempre inquadrato nella Brigata alpina "Orobica". A ricordo del Sondrio restano simboli araldici nei locali di rappresentanza comuni e del Circolo Ufficiali, e la Caserma Druso in alcune occasioni funge da accantonamento per il Sondrio impegnato in esercitazioni esterne. Viene gradualmente ridotta la componente someggiata, parte delle scuderie dismesse, l'ala Ovest, viene destinata al ricovero delle Moto Guzzi Nuovo Falcone destinate alle scorte di autocolonna e servizi di staffetta. Nei primi anni '80 il Gruppo Bergamo conserva una parte delle salmerie, unificate in una Sezione inquadrata nella Batteria Comando e Servizi e successivamente nella 32ª btr, mantenendo scuderie, mascalcia e selleria nell'ala Est. L'estate del 1991 il G.A.M. "Bergamo" viene reinquadrato nella Brigata alpina "Tridentina", il 1 agosto 1992 il 5º Reggimento Artiglieria da Montagna viene formalmente ricostituito, sempre presso la Caserma "Druso, nel 1995 trasferito a Merano alla Caserma Ugo Polonio, e definitivamente sciolto il 15 maggio 2001. L'area della Caserma Druso viene acquisita dall'amministrazione locale, che assegna all'A.N.A. di Silandro la parte delle ex scuderie 32^ btr., chiuse nel 1989, con il contestuale scioglimento della sezione salmerie ed il conseguente trasferimento dei muli ai btg. alp. Tirano e Morbegno.

## Comandanti
- Magg. Carlo Meozzi 01.04.1948-30.05.1949 (gruppo autonomo)
- Ten.Col. San Giorgio Corrado 31.05.1949-30.09.1950
- Magg. Bonfatti Franco 01.11.1952-30.06.1953
- Magg. De Benedetti Giuseppe 01.07.1953-28.02.1955 (inquadrato nel ricostituito 5° rgt.a.mon.)
- Ten.Col. Fecilla Giuseppe 01.10.1957-26.10.1958
- Magg. Andreotti Arrigo 27.10.1958-06.10.1963
- Ten.Col. Fossati Antonio 07.10.1963-06.10.1964
- Magg. Ingraldi Salvatore 07.10.1964-30.08.1967
- Magg. Vitulano Giuseppe 31.08.1967-31.08.1970
- Magg. Guarini Cesare 01.09.1970-31.08.1972
- Magg. Agea Angelo 01.09.1972-31.08.1973
- Ten.Col. Testa Messedaglia Alessandro 01.09.1973-21.08.1975
- Ten.Col. Burzacca Massimo 22.08.1975-23.08.1976 (gruppo autonomo a seguito dello scioglimento del 5° rgt.a.mon.)
- Ten.Col. Demichelis Renzo 24.08.1976-05.09.1977
- Ten.Col. Carrara Elio 06.09.1977-05.09.1978
- Ten.Col. Rossi Albino 06.09.1978-05.09.1979
- Ten.Col. Piacitelli Oreste 06.09.1979-22.02.1981
- Ten.Col. Rodia Oronzo 23.02.1981-17.03.1982
- Ten.Col. Celani Cesare 18.03.1982-31.08.1983
- Ten.Col. Menozzi Carlo 01.09.1983-28.05.1985
- Ten.Col. Napoli Nino 29.05.1985-31.08.1987
- Ten.Col. Casalotto Amilcare 01.09.1987-25.07.1989
- Ten.Col. Alberici da Barbiano L.  26.07.1989-14.07.1991
- Ten.Col. Colaone Remo 15.07.1991-31.07.1992
- Ten.Col. Lorenzi Luciano 01.08.1992-26.08.1993 (inquadrato nel ricostituito 5º rgt. a. mon.)
- Ten.Col. D'Osualdo Ruggero 27.08.1993-29.08.1994
- Ten.Col. Mora Claudio 30.08.1994-08.09.1995
- Ten.Col. Badino Giovanni 09.09.1995-09.09.1996
- Ten.Col. Paissan Maurizio 10.09.1996-10.09.1997
- Ten.Col. Sulig Maurizio 11.09.1997-26.10.1998
- Ten.Col. Vinci Lucio Leonardo 27.10.1998-11.07.2000
- Ten.Col. Marco Bonomi 12.07.2000-15.05.2001

## Campagne di Guerra

### Prima guerra mondiale
- Plava, Rombon, Battaglia della Bainsizza, Tagliamento, Piave, Melago, Monte Sprunk, Monte Rosso (Alpi Venoste) (31ª Batteria)
- Passo Zagradan, Monte Nero (Alpi Giulie), Monte Sabotino, Carso, Gorizia, Piave, Monte Grappa, Monte Solarolo (32ª Batteria)
- Monte Nero (Alpi Giulie), Monastir (Macedonia), Kruscevo (33ª Batteria)

### Seconda Guerra Mondiale
- 1940 - Fronte occidentale (1939-1945): Colle della Seigne, Seloge
- 1941 - Fronte greco-albanese: Dushar, Monte Varr i Lamit;
- 1942 - Don, Scheljakino, Nikitovka, Nikolajewka.

## Calamità naturali
- 28 dicembre 1908: soccorso alle popolazioni colpite dal Terremoto di Messina del 1908.
- 2-17 dicembre 1923: Darfo (Valle Camonica): soccorso alla popolazione coinvolta nel disastro del Gleno.
- 31 dicembre 1953: concorso allo spegnimento dell'incendio sviluppatosi nell'abitato di Corces.
- 22 dicembre 1956: ricerche dell'aereo DC-3 della linea Roma-Milano precipitato sul Monte Gimer.
- 3-4 novembre 1966: soccorso alle popolazioni di Merano e Silandro colpite dalla alluvione.
- 12 Febbraio 1972 Scavalcamento della Forcella di Slingia(Alta Val Venosta) recuperati sette giovani Alpini travolti e uccisi da una slavina.
- 1 luglio – 31 dicembre 1976: soccorso alle popolazioni colpite dal terremoto del Friuli del 1976.
- 22 maggio – 6 giugno 1983: soccorso alle popolazioni colpite dall'alluvione in Alta Val Venosta, comuni di Laces, Prato allo Stelvio e Stelvio.
- Luglio 1985: soccorso alle popolazioni colpite dal disastro della Val di Stava.
- 19 luglio – 2 agosto 1987: soccorso alle popolazioni colpite dall'alluvione e dalla frana nella Val di Pola (Alluvione della Valtellina del luglio 1987)
- 26 agosto – 7 settembre 1987: soccorso alle popolazioni colpite dall'alluvione in Val Martello
- 5 - 6 novembre 1994: soccorso alle popolazioni della provincia di Cuneo (Monesiglio, Alba) colpite dall'alluvione.